# Coroutine
Coroutine là một thành phần của chương trình máy tính giúp chúng ta tạo ra các tiến trình con độc lập, bằng cách cho phép tại một vị trí có thể có nhiều entry point hoạt động trong cùng thời điểm.
Theo Donald Knuth, thuật ngữ coroutine được phát minh bởi Melvin Conway năm 1958, sau đó ông áp dụng nó để xây dựng một chương trình hợp ngữ.